# Tornastrild
Tornastrilden er en australsk pragtfinke. Den er kendetegnet ved et rødt bånd der går hen over øjet. 
| Fugl | Spire Denne artikel om fugle er en spire som bør udbygges. Du er velkommen til at hjælpe Wikipedia ved at udvide den. |